# 炎の闘球児 ドッジ弾平
『炎の闘球児 ドッジ弾平』（ほのおのとうきゅうじ ドッジだんぺい）は、こしたてつひろによるスーパードッジボールを題材にした漫画作品、およびそれを原作とするテレビアニメ、コンピュータゲームである。

## 概要
『月刊コロコロコミック』（本編）と『別冊コロコロコミック』『小学四年生』（いずれも小学館）誌上において1989年から1995年まで連載。単行本はてんとう虫コロコロコミックスより全18巻。1991年にはテレビアニメ化もされている。2002年には『ドッジファイター一撃!』という作品が発表されたが、3回限りの連載で終了した。
2022年11月28日より、小学館のWebマンガサイト『週刊コロコロコミック』にて、本作の主人公・弾平の娘である弾子を主人公とする続編『炎の闘球女 ドッジ弾子』の連載が開始されている（詳細は当記事内で別個記載）。
2023年にはてんとう虫コミックス未収録エピソード「弾平vs大河 完全決着編」を収録した『炎の闘球児 ドッジ弾平リローデッド』の刊行を開始。

## あらすじ
ドッジボールが大好きな少年・一撃弾平は、小学校に入ったら闘球部に入ると決め胸を躍らせていた。
入学式の朝、かつて伝説的な闘球選手であった弾平の父・弾十郎の墓に渾身のシュートを叩き込むと墓石が倒れ、中にボールが入っていた。このボールを父からの入学祝いとして携え、寺の小坊主で親友の小仏珍念と一緒に球川小学校の闘球部に入った弾平であったが、そこには意地の悪い先輩ばかりであった。生意気な性格の弾平は目を付けられ、異例の過酷な入部テストを課せられるが、それを耐えぬいた彼は先輩たちに実力を認められる。
試合を通じて、終生のライバルとなる二階堂大河や他小のライバルとの出会い、他スポーツとの対決を経験し、過酷な練習や仲間との連携で弾平は強くなっていく。

## 登場人物
「声」はテレビアニメ版の担当声優。

### 球川小闘球部
一撃 弾平（いちげき だんぺい）
声 - 日髙のり子
主人公。初登場時小学校1年生。父・弾十郎のものとされる大きな墓石を相手にドッジボールの特訓を積んだ少年。父の墓の下から出てきたボールを「入学祝い」「父ちゃんのボール」として常に大事に抱えている。小学校への進学を機に「闘球部」へ入部し、仲間たちとともにスーパードッジに挑む。小柄だが身体能力は高く、強烈なシュートと根性が武器。ドッジボールに対しての熱意は強く、努力家かつ信念の持ち主だが、トラブルや警告レベルの野次やサボリも非常に多い問題児でもある。好物はゆで卵。得意技は「スーパーショット」。特訓により「ダイビングショット」や「回転ショット」を編み出した。
番外編では父親が編み出した「炎のシュート」（アニメでは「炎のショット」）を受け継ぐ様々なエピソードが存在する。
小仏珍念（こぼとけ ちんねん）
声 - 野沢雅子
弾平の親友。闘久寺の小坊主で、幼い頃から、他の寺（アニメでは岩手県出身という設定）から僧侶の修行に来ている身。弾平同様小柄な体格で、ボールを避けたり弾平のヒットを防ぐためのキャッチが得意。作中では、弾平に何度か一対一で対決して勝ったことがある。アニメ版では両親が登場し、修業期間を終えていることが判明した。
藤堂みさと（とうどう みさと）
声 - 木藤聡子
弾平、珍念と同級生の少女。サッカー部の主将を兄に持つことから、キック力が強い。闘球部対サッカー部のエピソードで初登場し、試合に参加。その後、闘球部のマネージャーになる。別冊誌のエピソードでは、試合にも駆り出されている。アニメ版では四天王との対決時から登場し、弾平の特訓に付き合っている。
三浦つとむ（みうら つとむ）
声 - 山口勝平→鈴木明子
弾平、珍念の同級生。サッカー部との試合で初登場。教育ママの母親にドッジを猛反対されるも、弾平と珍念が行ったドッジを生かした連携プレーによって彼が転落事故から救われた騒動をきっかけに許可される。大人しい性格だが芯は強く、日常編では弾平や珍念と一緒に行動することが多い。序盤にヒットされやすい選手。全国大会直前に肩を骨折してしまい、さらに逆巻の出場が許可されなかったため、怪我をおしての出場となり、相手チームにも利用された。弾平と同学年であるが、全国制覇後にはまったく登場していない。
アニメ版では敬語で話すことが多く、弾平のことはさん付け（原作では君付け）で呼んでいる。

#### 1年生時
弾平が1年生の時のメンバー。弾平が4年生になった時点で卒業している。アニメでは、三笠と四天王は球川中に進学。2年生当時にブラックアーマーズとの練習試合（海外遠征前の壮行試合）に参加しており、その関係からブラックアーマーズ戦直前に登場した。また、卒業する話が描かれた。原作では、番外編で中学生になった姿で再登場している。
三笠（みかさ）
声 - 梁田清之
弾平が入学した当時の主将。真面目で厳格な性格で、無茶な行動やサボろうとする弾平を叱りつける役目を果たした。
火浦高志（ひうら たかし）
声 - 三木眞一郎
副キャプテン。球川小四天王の筆頭でエース格。彼の速球は県内でも五本の指に入る。性格上、弾平とはよく衝突した。しかし、試合になると力を合わせて強敵からヒットを奪い取る活躍を見せた。
風見勝（かざみ まさる）
声 - 金丸淳一
球川小四天王の1人。変化球が得意。
速水学（はやみ まなぶ）
声 - 津久井教生
球川小四天王の1人。頭脳明晰な作戦参謀役という設定だが、その面での活躍はほとんど見られず。眼鏡をかけている。
土方大（ひじかた まさる）
声 - 宇垣秀成
球川小四天王の1人。力強さを売りとするショットが得意。

#### 4年生時
弾平が4年生の時のメンバー。
尾崎治（おざき おさむ）
声 - 桜井敏治
弾平が4年生になった時の主将。目が細く大柄。三笠に比べると非常に穏やかな性格のため弾平たち部員を掌握しきれずにいたが、ドッジボール部の分裂の危機などを乗り越えて成長していく。試合では、弾平のサポート役が多い。周辺の学校・クラブや有力選手の情報に精通している。アニメでは、3年前はブラックアーマーズの3軍の補欠（そのため、嵐や高山とも一応は面識がある）で、球川小への転校を機に脱退し、当時主将だった三笠に見込まれて闘球部に入部した。
木下つよし（きのした つよし）
声 - 三木眞一郎
眼鏡を掛けた金髪の選手。大抵の試合で、つとむと共に真っ先にヒットされやすい選手。また、つとむと違って話に絡んでくることはないため、台詞もかなり少なめである。学年は不明。原作では名前で呼ばれたことは一度もない。
武田勇一（たけだ ゆういち）
声 - 梁田清之
弾平が4年時のレギュラー。低迷する部への嫌悪感から「超闘球部」を結成し、主将を務めて弾平たちと対立した。闘球部との特別マッチ（相手の部の札を先に壊した方が勝ちというサッカーやハンドボールのようなルールで、校長曰く伝統あるもの）に敗北したことで復帰し、弾平の闘志を見て和解。チームの主力として活躍した。勇二とのコンビで放つ「クロスショット」を得意とする。
武田勇二（たけだ ゆうじ）
声 - 金丸淳一
武田勇一の弟。超闘球部副主将。復帰後は兄と共にチームの主力となる。兄のことは原作では「兄さん」と呼んでいるが、アニメ版では「兄貴」と呼んでいる。
逆巻浩司（さかまき こうじ）
全国大会に出場する風間小の有力選手だったが、地区大会で身勝手なプレーをしたことでレギュラーから外され、反発して球川小に転校する。しかし、全国大会には転校してからの経過日数の関係で出場できず。弾平らと触れ合う中で性格も大きく変わり、風間小との試合後に風間小のメンバーと和解し、風間小に復帰した。弾平とよく似たタイプと評されたが、実際には本能で戦う弾平とは対照的に知能的なプレイヤーである。

#### 5年生時
弾平が5年生の時のメンバー。
村上ジロー（むらかみ ジロー）
全国大会終了後に登場。球川小の1年生。幼稚園ではエースであり、弾平に憧れて闘球部に入部するも、優勝の余韻にひたりきりでだらけていた弾平を見て失望する。しかしその後、弾平が再起したことにより、力強い先輩として見るようになった。
沢村（さわむら）
全国大会終了後に登場。全国制覇後、真面目に練習に参加しない弾平を疎んでいた。その後珍念の説得と、消えていなかった弾平の闘志を見て考えを改める。

### 弾平の家族
一撃遙（いちげき はるか）
声 - 鵜飼るみ子
弾平の母。かつては水球の選手として活躍していた。そのため、プールの中からビート板を投げて収納場所に入れてしまうほど、素晴らしいコントロールを持っている。現在は自宅に隣接するスイミングスクールのコーチを務めている。
豪快奔放で放任主義な面があり、弾平がドッジの特訓で2 - 3日行方不明になったり、ボロボロになっていたりしても気にかけない。しかし、それは自分の息子を心から信じているからであり、愛情は確かなものを注いでいる。時に優しく時に厳しく弾平に接して支えながら成長を見守る。
アニメではコーチの戸山の他、主婦の教え子3名が登場し、やり取りする場面が多数描かれているなど出番が増えている。また、原作では観戦していない試合も観戦している。
一撃弾十郎（いちげき だんじゅうろう）
声 - 玄田哲章
弾平の父。炎のシュートを編み出した伝説的な超闘球戦士。若い頃はハンドボールの選手として活躍した。弾平が生まれて間もない頃に旅へ出ているが、家族には「死んだものだと思ってくれ」と言い残し、その決意として自分の墓を建ててから旅立ったため、弾平は父が生きていることを知らない。原作の最終話のクライマックスで弾平と再会する。かつてはプロドッジの有力選手だったらしい。また、炎のシュートシリーズの別冊誌において、バトルドッジの選手として活躍するもコミッショナーの策略により反則選手として追放される物語がある。
タマ公
声 - 白石文子
弾平が弾十郎の練習場で出会った犬。後に一撃家に住みつく。弾平の練習の役に立った一面も。原作では数年で大柄に成長（アニメでは小さいまま）しており、珍念らを背に乗せて走ったことや、ドッジの試合に駆り出されたこともある。
一球和尚（いっきゅうおしょう）
声 - 肝付兼太
闘久寺の住職。弾平の祖父でもある。

### 球川小関係者
久我（くが）校長
声 - 上田敏也
闘球部の顧問。かつてドッジに関わった形跡があり、様々な知人がいる。原作の終盤では、よかれと思って弾平をドッジ塾に紹介する。
藤堂（とうどう）
声 - 桜井敏治
サッカー部の主将で、みさとの兄。シュートの威力が絶大であり、試合で何人ものゴールキーパーを病院送りにしたことがある。自分がキックしたボールと互角のボールを投げる弾平を見て、サッカー対スーパードッジの勝負を提案する。アニメでは、弾平が不良中学生と対決した話にも登場した。
黒岩竜也（くろいわ たつや）
声 - 坂本千夏
弾平と1年時に同学年で同じクラス。父親が各地を転々としているトラック運転手で、2学期に球川小に転入するが、程なく転校する。当初は金儲けばかりを考えている守銭奴のような人物であるかのように思われたが、病気である母親の手術費用を少しでも稼ぐためであった。ひねくれた性格だが、初心者にもかかわらずドッジの実力は弾平にも劣らない。弾平とは「ダブルショット」を完成させた。その過程で、チームメイトとも打ち解けていく。アニメでは、終盤で弾平の試合をテレビで見ている形で再登場している。
竜也の父
声 - 星野充昭
病気の妻の手術費を捻出しようと仕事に追われている。仕事柄、転勤が多い。
叶（かのう）
別冊のエピソードで登場した、かつて球川小が全国制覇を成し遂げた「伝説の七闘士」の主将。三笠や火浦ら四天王を育てた人物で、後輩たちから尊敬されている。弾平の態度に憤り、エースドッジボールを挑む。フルネームは「叶信吾」。

### 聖アローズ学院
広大な敷地に豪華な設備を持つ施設。二階堂大河と六魔天の6人が主力メンバーである。球川小とは弾平が1年生の時に行った練習試合（2試合）の他、3年後の地区大会でも準決勝で戦っている。なお、この時六魔天の6人はまだ全員が現役であった。
二階堂大河（にかいどう たいが）
声 - 関俊彦
弾平の最大のライバル。優れたボールコントロールの技術を持つ天才少年。「スカイショット」や「ハイパーダイビングショット」が得意。原作では球川小との試合後（勝敗は引き分け）にヨーロッパに留学するが、アニメでは父親の仕事の都合でロンドンへ引っ越す。弾平が4年生になった時にブラックアーマーズ戦の直前に一時帰国し、試合を見届けた。『別冊コロコロコミック』に掲載された、球川小との試合の半年後を描いた決着編では弾平に勝利する。原作ではそれを最後に登場せず、弾平は結局は大河に勝利することはなかった。アニメでは、留学時に海外遠征中のブラックアーマーズと練習試合を行っている（7対1で敗れている。残った1人は大河）ほか、超闘球部やブラックアーマーズとの試合で弾平にアドバイスを行うなどの立場も。また、地区大会後には稲妻ショットを習得、ヨーロッパ選抜チームを率いて埼玉・東京の地区優勝校に試合を挑んで力の差を見せつけ、弾平ら神奈川選抜チームとの試合に臨む。
五十嵐剛（いがらし ごう）
声 - 梅津秀行
六魔天の筆頭で、攻撃の要。大河を様づけで呼ぶなど、かなり慕っている。大柄な体から放たれる「アックスショット」や「スカイトマホークショット」は強力。その他に六魔天による連係プレイ「聖アローズ魔天包囲網（まてんフォーメーション）」、「聖アローズ五芒星フォーメーション」を得意とする。気が短い面もあり、弾平とはよく衝突した。

### 土佐アタッカーズ
バレーボールを取り入れた闘球スタイルが特徴のチーム。弾平が1年生の時に球川小と練習試合を行う（原作ではサッカー部との試合が先に行われたが、アニメではサッカー部との試合より前に行われた）。アニメでは3年後の全国大会にも高知代表として出場する。
坂本龍太（さかもと りゅうた）
声 - 飛山剣士
チームの主将。高いジャンプ力を利用したショットやレシーブテクニックを使ったキャッチが使える他、スピードも兼ね備える。「バックアタックショット」、「スパイクショット」、「オーバードライブショット」が得意。
坂本龍之進（さかもと りゅうのすけ）
声 - 糸博
チームの監督で、龍太の父。かつては弾十郎と同じ超闘球団のメンバーであり、球川小の校長、闘久寺の和尚とも知り合い。弾十郎の墓参りに来ていることから、上記の実情は知らない模様。

### ブラックアーマーズ
クラブチームの中でも強豪チームとして知られる。チーム名通り黒い鎧状のユニフォームが特徴。非常に規則に厳しいチームで、規則を破れば即除名処分を食らうこともある。アニメでは、1年前には海外遠征も行っており、その直前の壮行試合では三笠ら球川中の2年生と、遠征先では二階堂大河が率いるチームと試合を行っている。かつては球川小主将の尾崎も所属していた。
御堂嵐（みどう あらし）
声 - 中原茂
キャプテン。左利き。螺旋を描くような必殺ショット「スピントルネードショット」を得意とする（他に、「トルネードショット」も）。アニメでは、生い立ちが詳しく描かれて球川小の闘球像を製作した彫刻家の父がおり、事故で死ぬ寸前の妻の死に目に会わずに闘球像製作に打ち込んだことから、球川小と共に憎悪の対象としている設定が追加されている。なお、その事故には嵐も巻き込まれており、顔の傷はその時に出来たものである。
高山準（たかやま じゅん）
声 - 宇垣秀成
両利きで、出所が見難い「スイッチショット」を繰り出す。非常に無口で、ほとんど言葉を口にしない。両手投げ（スイッチ）パスを繰り返し、外野と連携する「V字フォーメーション」が得意。アニメでは、若干台詞が増えていて原作ほど無口ではなく、嵐と同様に球川小を下に見ている。
宇佐美俊（うさみ しゅん）
声 - 菊池正美
非常に小柄で、すばしっこい選手。避けるのやパスカットが得意。
国寺護（くにでら まもる）
チームの中でも下っ端だったが、見学に来た珍念に馬鹿にされたと誤解し、手で地面の砂を込める反則球「爆風ショット」で復讐しようとするが、弾平によって防がれ、嵐に制止される。そして除名処分が下された。

### 荒崎小
非常に荒れた学校で、在籍する児童も気性が荒い者ばかり。闘球部は強豪チームとして有名。
陸王冬馬（りくおう とうま）
声 - 中原潤
闘球部キャプテン。驚異的な腕力から繰り出すパワーの持ち主であり、ボールを両手で圧縮して相手に打ち出す「プレスショット」「パワーショット」の使い手。回転を変えて縦にも落とせる。好物はピーナッツ。力を信じ、力のある者が勝つということを信条としており、臆病者を嫌っている。過去、不良に襲われて大ケガをした際に親友に逃げられたショックから心を閉ざしていたが、決して屈しない弾平の闘志を見て立ち直る。全国大会直前にも現れ、弾平にエールを送っている。アニメ版では上記の過去はなく設定が変更されており、パワーショットを伝授した監督がおり、2人で部を設立した過去が描かれた。
白川晶（しらかわ あきら）
声 - 高木渉
闘球部部員。球川小が訪問に来た時、陸王と共に相手を務める。なお、後の選手名鑑やゲームでは名前が小泉に変わっている。
校長
荒崎小の校長。非常に温厚かつ意志の強い年配女性であり、陸王も苦手にしている。

### 風間小
チーム力の高さで全国大会優勝候補と言われた。全国大会準決勝、球川小が逆巻を無理矢理出場させようとしたために不戦勝となったが、両校同意の下行われた無効試合で敗北、五大が自主的に決勝戦を辞退したため、結果として球川小が決勝進出という形になった。
逆巻浩司
4年生時の節を参照。
五大（ごだい）
主将。徹底的なチームプレイを絶対条件としており、勝ち急いでそれを破った逆巻を許さなかった。「ビッグアローショット」を得意とする。弾平たちのことを友情ごっこと蔑んでいたが、延長戦のタイマンドッジで弾平に敗れた後、テクニックにこだわりすぎて大事なことを忘れていたと言い、弾平の闘志を見習うようになった。

### 幻武小
山中に存在する学校。相手を幻惑させる能力や風を見る能力など、人間離れした特技で全国大会を勝ち進み続ける風間小と並ぶ大会優勝候補。決勝戦で球川小と対決した。
賢木豹（さかき ひょう）
キャプテン。誰よりも強い妙技を持っており、作中では最強の敵として描かれた。風間小戦で右肩を負傷した弾平を連れ去り、「患部以外の全身を拘束し、崖からせり出した細い板の先端に放置する」という村に伝わるショック療法で右肩を回復させた。睨むことにより相手に幻覚を見せる妙技を持つ。睨まれた相手は巨大な黒豹に自分が食いちぎられてしまう幻覚を見て、闘争心を失くしてしまいヒットされてしまう。この妙技には弾平さえも失禁するほどに震え上がった。最終攻撃「スピンドリルショット」、「ラストスピンドリルショット」を持つ。
熊丸（くままる）
豹とちどりの弟。凶暴な性格で、協調性がまったくない。あまりにも危険なため正式なチームメンバーとして扱われていない。野生の血を呼び覚ますため洞穴にこもって修業をしていた。村に300年伝わるかがり火を弾平が消しかけた（種火は生きていた）ことに怒り、決勝戦に乱入し、見た目はフワフワ球だが桁外れの重量を持つ「スーパーストロングスペシャルショット」で弾平を苦しめた。まともに練習しておらず、キャッチすらままならない描写がなされた。豹とは仲が悪く、自身はいつも除け者にされていると思っていたが、実際は熊丸のわがままな性格に問題（豹は危険すぎて試合には出せないと語っていた）があったためであり、試合後には和解した。

### ドッジ塾
所長
スーパードッジプレイヤー強化訓練施設、通称「ドッジ塾」の所長。禿頭で眼帯をしており、顔に大きな傷を持つ強面の人物。
ヨウコ
所長の秘書的な役割を務める女性。
羅門（らもん）
ドッジ塾のエリートであるA組リーダー。両手での「ローリングストーンショット」、チーム全体での「ハンター（狩猟）フォーメーション」が得意。ドッジ塾における弾平のライバルで、弾平の闘志に一目置いており、最低のZ組に入れられた弾平がファームから這い上がってくることを期待する。病気の弟・吾郎の手術費用をかせぐためにプロを目指している。
純太（じゅんた）
弾平と同じZ組の一員。Z組に入ってきた弾平に最初から友好的に接する。Z組はそれぞれ元の学校ではエースで、訓練所で最低のZ組に入れられてすっかりやる気をなくしていたが、上の組に反発する弾平を見て戦う勇気がつく。E組戦で天海のボールから開高をかばって負傷退場し、試合後に自分の代わりに天海にエリートクラスと闘ってほしいと頼む。弾平との別れ際に、弾平がZ組に入った時から持っていた便所掃除の道具を受け取り、宝物にすると誓う。
開高（かいこう）
Z組の一員。トリックプレイが得意。かつては天海と同じ学校の名サポート選手で、ヒットチャンスを作るパスが上手かったが、天海のわがままぶりに頭にきてケンカをしたことがある。勝手なプレイをする弾平のこともわがままなプレイヤーだと思い、当初は嫌っていた。
天海（てんかい）
E組リーダー。下の組を見下しており、ファームから這い上がって羅門を打倒することを目指す。最終選抜予選でZ組とエリートクラス挑戦権を賭けて戦う。
伊集院（いじゅういん）
B組のキャプテン。親が訓練施設のスポンサーで、施設にプライベートルームを持つ。弾平を「ファームのドブネズミ」と蔑み、敵意を向ける。金の力で対戦相手を脅かし、審判まで操るなど卑怯な手を使うが実力は本物で、対戦相手を切り刻む高速回転ボールを投げる。弾平に負けた後は彼を気に入り、A組との試合中で空腹の弾平に食事を用意する。
南条（なんじょう）
名門プロドッジチームのスカウトマン。施設で一番優秀な選手を一人選ぶため、エリート最終決勝戦に残った弾平と羅門の試合を観戦する。

### その他
東（あずま）審判長
声 - 中村秀利
日本スーパードッジ連盟の審判長。常に冷静かつ適正なジャッジを下す。地区大会の荒崎小と峰小の試合に介入した弾平を退場処分にし、協議の結果退場宣告を取り消した際に「この判定の変更に審判生命をかけ、最終判断は連盟に委ねる」としたが、その後どうなったのかは不明。アニメでは地区大会の解説も務めていた。
加山貴志（かやま たかし） / 江波（えなみ）
声 - 森川智之
不良中学生たちのリーダーで、名門野球部の元エースピッチャー。かつて試合中のデッドボールにより相手チームの選手に大けがをさせ、それがきかっけで練習に出なくなり不良になる。子分たちもレギュラークラスの連中。弾平たちに因縁をつけて反則ありの「けんかドッジ」で戦う。名前は原作では明かされず、アニメでは江波になっている。
ジミー
声 - 鈴木明子
アメリカ人の父と日本人の母を持つ少年。遊園地のゴーカートに轢かれそうになったところを弾平に助けられ仲良くなる。兄のアメフトチームでは補欠。弾平とチームを組んで兄のアメフトチームとドッジで対戦し、自分と同じ体格の弾平が頑張っている姿を見て勇気づけられ、最後はアメフト仕込みのタックルで弾平のシュートをサポートして勝利に導く。
ジミーの兄
ジュニアハイスクールNo.1のアメフトチームの天才クォーターバック。「弾丸（ブリッツ）ショット」を得意とする。ドッジをガキの玉遊びとバカにし、弾平チームとのドッジ対決では珍念をヒットし弾平も追い詰めるが、弾平のファイトを見てジミーが意地を見せたことに満足し、最後は弾平のボールにわざとヒットされて負け、ドッジもアメフトと同じ最強の格闘球技と認める。
大地（だいち）
弾平が遠足先で出会った田舎の自然児。仲間たちからは「大地あにい」と慕われている。自分たちが使っているコートに勝手に入った弾平たちを追い出そうとするが、まい子に止められる。弾平がなくしたボールを届けに来る律儀な面があるが、態度の大きさが災いしてボールを盗んだのだと誤解され、意地の張り合いになりボールを賭けて弾平と勝負することになる。速くて重いボールを投げ、コンビプレイが得意。
まい子（まいこ）
大地の仲間の少女。仲間たちからは「まい子ねちゃん」と呼ばれる。優しい性格で弾平たちにも親切にする。弾平と大地の戦いを何度も止めようとした。
海野（うんの）
潮（うしお）中学野球部のエース。砂浜で弾平たちとビーチドッジ対決をする。
マッスル北村
実在の人物。色々な場所に端役で登場し、浜で行われるココナッツ投げ大会の審査委員席や、全国闘球選手権の大会本部席に座っていた。マッスル北村は「スーパードッジマン」として『コロコロコミック』誌上などに出演している。
秋山（あきやま）
声 - 安達忍
峰小のキャプテン。地区大会三回戦で荒崎小と対戦することになり、当初は荒崎小を恐れて棄権を考えていたが、試合では勇気を出してボールに向かっていった。
太郎丸（たろうまる）
声 - 高山勉
漁村に住む少年。父が一撃弾十郎の炎のシュートで負けて以来、炎のシュートを練習し続けている。竜虎の岩にて弾平と戦った。
鹿島源太郎（かしま げんたろう）
声 - 関根信昭
太郎丸の父親。作中の数年前、一撃弾十郎と竜虎の岩にて戦うも、炎のシュートで破れた。
ちどり
賢木豹の妹で熊丸の姉。右肩を治療され、寝泊りした弾平と親しくなる。豹と熊丸のことを案じている。
王島（おうしま）
原作の最終章に登場したライバル。川神小闘球部のエースでキャプテン。父親はプロのドッジ選手。地区大会で球川小と対決しあっさりと勝利して弾平に完勝する。その後は決勝まで順調に進み、突如乱入してきた弾平たちと決勝を辞退してまでして再度戦い勝利する。弾平が勝つことができなかった数少ない相手だが、全力を尽くして勝負した弾平は満足げな顔をして去っていった。

### アニメオリジナルキャラクター
戸山（とやま）コーチ
声 - 梅津秀行
球川スイミングスクールのコーチ。遥に想いを抱き、様々なアプローチを試みているが、ことごとく空振りに終わる。
二階堂勇一（にかいどう ゆういち）
声 - 岡部豊
大河の父。副理事長であり、会社の常務でもある。また、セントアローズのスポンサーでもある。遥や弾十郎とも昔馴染み。
ルドルフ
ジュニアサッカーの一流キーパー。大河率いるヨーロッパ選抜チームの一員。大河と共に弾平たちが率いる神奈川選抜チームに勝負を挑む。なお、試合にはハルクと共に遅刻した。
ハルク
大河率いるヨーロッパ選抜チームの一員。タクシーのドアを壊してしまうほどの体格の持ち主で、腹でボールを受け止める。嵐のスピントルネードショットや陸王のパワーショットも軽々と受けるも弾平の炎のショットで敗れた。

## 用語
スーパードッジ
ドッジボール（闘球）のルールを整備し、より競技色、格闘色を強めた格闘球技。1チーム10人で構成され、1度にコート内で競技できる選手はそのうち7人。制限時間10分の間に相手チーム全員をヒットするか、制限時間終了時に残っている選手が多いチームが勝利となる。同得点の場合は引き続き延長戦を行う。内野で闘う選手はハチマキを着用する。スーパードッジが今の形になるまでには激しい闘いの歴史があり、かつては相手を倒すまで投げ合う試合形式もあった。
ゴーファイト
試合開始の合図。センターマークでのジャンプボールで、選手がボールを補給した時点で競技スタートとなる。
ヒット
相手にボールをぶつけ、倒すこと。補給されることなく地面についたときに成立する。1回の投球で2人の選手にヒットしたらダブルヒット、3人にヒットしたらトリプルヒットとなる。
ラインクロス、ラインオーバー
ボールを持っているときにラインを踏む行為、またはラインを超える行為。この場合反則となり、相手チームのボールになる。
球川小学校（たまがわしょうがっこう）
弾平が通う、スポーツが非常に盛んな学校。サッカーや野球をはじめ、球技は全国でもトップクラスのものが多く、中でも闘球部は県下でも1、2を争う。校庭にはかつて全国制覇を果たした時の記念として闘球像が建てられている。
炎のボール
弾十郎の墓から出てきた炎のマークがついたボール。
炎のシュート
弾十郎が投げたという幻のシュート。とてつもない威力の必殺技で、試合で使えば百発百中の必殺技になるという。岩さえも砕く衝撃波を放ち、炎のマークと同じ形の跡を残すのが特徴。弾十郎によると「ボールの内なる力を活かした時、指先から炎がほとばしる」といい、その実態はボールの炎のマークに手をつけてボールを握りつぶし、中の空気圧を変化させながら強力なスピンをかけ、ボールの回転が不規則になりすさまじい威力を生むというものだった。弾平をはじめとする多くの選手がこのシュートに挑戦した。

## 関連書籍
- 『炎の闘球児 ドッジ弾平 SuperDodge超特集』1992年8月9日発行、小学館
- 『炎の闘球児 ドッジ弾平 弾平vs.大河、完全決着！編』2007年10月24日発行、小学館、ISBN 978-4-09-108701-0

## テレビアニメ
テレビ東京系列ほかで放送。全47話。テレビ東京系列局では1991年10月14日から1992年9月21日まで、毎週月曜 19:00 - 19:30（日本標準時）に放送。小学生に大人気を博し、ドッジボールブームを巻き起こした。
付加設定などによる部分的なオリジナルエピソードはあったものの、基本的には『月刊コロコロコミック』掲載分の本編を機軸に展開した。一部、『別冊コロコロコミック』のエピソードも放送された。また、ブラックアーマーズ編以降（地区大会編）は、『別冊コロコロ』に掲載された「炎のショット」（原作では炎のシュート）編を挟み、これを必殺ショットとして習得する過程を描くことでクライマックスへと繋いだ。地区大会決勝については、原作の展開に追いついたため、後半部が大幅に変更されている。また、その後にわずかに登場した全国大会に出場するチームについても、アニメ終了後に原作で始まった全国大会編の出場チームとは全く異なるものであった。
地区大会優勝後はアニメオリジナルで締めており、全国大会前に終了している。
原作での品のないネタは丸々カットするか、違う場面に変更されている。また、弾平と珍念のコントのような場面も描かれ、同じセリフを原作とは違う人物が話すことも度々あった。
1993年には、バンダイビジュアルから本作を収録したVHSビデオが順次発売されたが、現在は、全巻廃盤となっている。1995年にはNHK衛星第2放送『衛星アニメ劇場』で放送された。2007年11月には、『おはスタ』内の1コーナー“コロコロコミック誕生30周年記念 伝説のアニメセレクション”にてダイジェスト放送もされた。また、2008年にはTOKYO MXで再放送された。DVD版・Blu-ray版は長らく発売されていなかったが、2023年10月25日にBlu-ray BOXとしてフロンティアワークスから発売された。
アニメ版の舞台は神奈川県鎌倉市がモチーフになっている。

### スタッフ
- 原作 - こしたてつひろ
- シリーズ構成 - 山田隆司
- キャラクターデザイン - はしもとかつみ、郷敏治
- 美術監督 - 中村靖
- 撮影監督 - 白井久男
- 音響監督 - 山田智明
- 音楽 - 勝又隆一
- 広報担当 - 高塚有希（テレビ東京）
- プロデューサー補 - 中沢利洋（小学館プロダクション）、早坂仁（アニメーション21）
- 協力 - 日本スーパードッジ連盟
- プロデューサー - 倉林伸介（テレビ東京）、大倉俊輔（東急エージェンシー）、立原一（小学館プロダクション）、瀬戸美季夫（アニメーション21）
- 監督 - 原征太郎
- 総監督 - 笹川ひろし
- 制作 - アニメーション21
- 製作 - テレビ東京、東急エージェンシー、小学館プロダクション

### 主題歌
オープニングテーマ
「炎のゴー・ファイト」
作詞 - 秋谷銀四郎 / 作曲 - 馬場孝幸 / 編曲 - 赤坂東児 / 歌 - 徳垣とも子 with HOLD ME隊
エンディングテーマ
「夢のボール」
作詞 - 秋谷銀四郎 / 作曲 - 馬場孝幸 / 編曲 - 赤坂東児 / 歌 - 水木一郎
イメージテーマ
「スーパードッジ〜炎のテーマ」
作詞 - こしたてつひろ / 作曲・編曲 - 渡辺格 / 歌 - 水木一郎、森の木児童合唱団
「父ちゃんの手紙」
作詞 - 秋谷銀四郎 / 作曲・編曲 - 赤坂東児 / 歌 - 水木一郎
「SHOOTIN' THE DESTINY」
作詞 - 秋谷銀四郎 / 作曲 - 馬場孝幸 / 編曲 - 石田勝範 / 歌 - 関俊彦
「ドッジもドッジ」
作詞 - こしたてつひろ / 作曲 - 池毅 / 編曲 - 赤坂東児 / 歌 - 日高のり子、野沢雅子
「炎の闘球部応援歌」
作詞 - 秋谷銀四郎 / 作曲 - 馬場孝幸 / 編曲 - 石田勝範 / 歌 - 徳垣とも子 with HOLD ME隊

### 放送リスト
| 話数 | サブタイトル                               | 脚本       | 絵コンテ   | 演出       | 作画監督                                         | 放送日          |
| ---- | ------------------------------------------ | ---------- | ---------- | ---------- | ------------------------------------------------ | --------------- |
| 1    | 誕生! 炎の闘球児                           | 水出弘一   | 香川豊     | 香川豊     | はしもとかつみ                                   | 1991年 10月14日 |
| 2    | 恐怖の千球ドッジ                           | 水出弘一   | 香川豊     | 香川豊     | 郷敏治                                           | 10月21日        |
| 3    | 炎上山の猛特訓                             | 山田隆司   | 宍倉敏     | 宍倉敏     | 中島豊秋                                         | 10月28日        |
| 4    | 打倒! 球小四天王                           | 山田隆司   | 原征太郎   | 原征太郎   | 橋本とよ子                                       | 11月4日         |
| 5    | 見えたぞ炎のマーク! 倒せ謎の闘球児!!       | 水出弘一   | 生頼昭憲   | 生頼昭憲   | 山崎展義                                         | 11月11日        |
| 6    | 恐怖の闘球ドーム やるぜ鉄球ドッジ          | 水出弘一   | 石山タカ明 | 芦沢剛史   | 高橋和徳                                         | 11月18日        |
| 7    | 弾平を超える! 珍念・炎の平均台勝負         | 井上美保子 | 津田義三   | 高木真司   | 鈴木満                                           | 11月25日        |
| 8    | 怖くないぜ! 7メートルへのチャレンジ        | 井上美保子 | 宍倉敏     | 宍倉敏     | 中島豊秋                                         | 12月2日         |
| 9    | レギュラーをつかめ! 傷ついた指の豪速球     | 山田隆司   | 原征太郎   | 原征太郎   | 郷敏治                                           | 12月9日         |
| 10   | いくぞ大河! 勝利をよぶか弾平初決戦         | 水出弘一   | 高木真司   | 岩崎良明   | 橋本とよ子                                       | 12月16日        |
| 11   | 激闘延長戦 敵の必殺フォーメーションを破れ! | 井上美保子 | 石山タカ明 | 芦沢剛史   | 高橋和徳                                         | 12月23日        |
| 12   | 雨の中の激突 驚異のダブルヒット            | 山田隆司   | 生頼昭憲   | 生頼昭憲   | 山崎展義                                         | 1992年 1月6日   |
| 13   | 無制限延長戦 スーパーショット対決          | 水出弘一   | 芦沢剛史   | 望月敬一郎 | 中島豊秋                                         | 1月13日         |
| 14   | 全国武者修行 土佐から来た凄いチーム        | 井上美保子 | 楠田悟     | 岩崎良明   | 鈴木満                                           | 1月20日         |
| 15   | タイムアップ10秒前 奇跡の超変化球          | 山田隆司   | 石山タカ明 | 芦沢剛史   | 高橋和徳                                         | 1月27日         |
| 16   | 豪球対決! スーパードッジ対サッカー         | 水出弘一   | 阿部紀之   | 阿部紀之   | 郷敏治                                           | 2月3日          |
| 17   | 強烈キック攻撃を止めろ!                    | 井上美保子 | 芦沢剛史   | 望月敬一郎 | 中島豊秋                                         | 2月10日         |
| 18   | あばよ! 永遠のライバル                     | 山田隆司   | 生頼昭憲   | 生頼昭憲   | 山崎展義                                         | 2月17日         |
| 19   | 弾平の球を捕った! 謎の転校生登場           | 水出弘一   | 芦沢剛史   | 芦沢剛史   | 高橋和徳                                         | 2月24日         |
| 20   | 激闘! ケンカドッジの決着をつけろ           | 井上美保子 | 水野和則   | 水野和則   | 井坂純子                                         | 3月2日          |
| 21   | 友情の必殺技 ダブルショット                | 山田隆司   | 石山タカ明 | 望月敬一郎 | 中島豊秋                                         | 3月9日          |
| 22   | 激突最強球技 スーパードッジ対アメフト      | 水出弘一   | 高木真司   | 高木真司   | 橋本とよ子                                       | 3月16日         |
| 23   | さらばキャプテン! さらば四天王!            | 山田隆司   | 岩崎良明   | 岩崎良明   | はしもとかつみ 郷敏治 高橋和徳 中島豊秋 山崎展義 | 3月23日         |
| SP   | ドッジ弾平・声優特番                       | -          | -          | -          | -                                                | 3月30日         |
| 24   | 新たなるライバル出現                       | 井上美保子 | 芦沢剛史   | 芦沢剛史   | 高橋和徳                                         | 4月6日          |
| 25   | 恐るべき敵ブラックアーマーズ               | 水出弘一   | 生頼昭憲   | 生頼昭憲   | 山崎展義                                         | 4月13日         |
| 26   | 帰ってきた大河 復活のスカイショット        | 山田隆司   | 石山タカ明 | 望月敬一郎 | 中島豊秋                                         | 4月20日         |
| 27   | 戦闘ドッジで決めろ! 闘球部VS超闘球部       | 水出弘一   | 楠田悟     | 岩崎良明   | 長岡みどり                                       | 4月27日         |
| 28   | 勝利への特訓! 打倒ブラックアーマーズ       | 井上美保子 | 芦沢剛史   | 芦沢剛史   | 高橋和徳                                         | 5月4日          |
| 29   | 嵐の闘球決戦! 逆襲ブラックアーマーズ       | 山田隆司   | 水野和則   | 都鷲目紅一 | 別所誠人 若菜宣典                                | 5月11日         |
| 30   | 大苦戦 敵の必殺ショットを破れ!             | 水出弘一   | 石山タカ明 | 望月敬一郎 | 中島豊秋                                         | 5月18日         |
| 31   | 危機一髪! 嵐の集中攻撃                     | 井上美保子 | 生頼昭憲   | 生頼昭憲   | 山崎展義                                         | 5月25日         |
| 32   | 嵐のスピントルネードショット!              | 山田隆司   | 芦沢剛史   | 芦沢剛史   | 高橋和徳 藤田まり子                              | 6月1日          |
| 33   | 炎の最終決着戦 弾平気力の両手投げ          | 水出弘一   | 楠田悟     | 岩崎良明   | 長岡みどり                                       | 6月8日          |
| 34   | 究極の必殺技 炎のショット!                 | 井上美保子 | 津田義三   | 津田義三   | 仲野一弘                                         | 6月15日         |
| 35   | 新たなる宿敵 パワーショットの陸王登場      | 山田隆司   | 石山タカ明 | 望月敬一郎 | 中島豊秋                                         | 6月22日         |
| 36   | 泣くな珍念 これが友情のダブルショットだ    | 水出弘一   | 楠田悟     | 岩崎良明   | 長岡みどり                                       | 6月29日         |
| 37   | 恐怖の破壊力 陸王、お前と勝負だ            | 井上美保子 | 生頼昭憲   | 生頼昭憲   | 山崎展義                                         | 7月6日          |
| 38   | 涙の猛特訓 陸王パワーショットの秘密        | 山田隆司   | 芦沢剛史   | 芦沢剛史   | 高橋和徳 藤田まり子                              | 7月20日         |
| 39   | 嵐粉砕! 直撃パワーショット                 | 山田隆司   | 津田義三   | 津田義三   | 仲野一弘                                         | 7月27日         |
| 40   | 伝説の炎のショット 闘球王は誰だ!?          | 水出弘一   | 石山タカ明 | 望月敬一郎 | 中島豊秋                                         | 8月3日          |
| 41   | 大ピンチ! 弾平出場停止処分                 | 井上美保子 | 楠田悟     | 楠田悟     | 郷敏治                                           | 8月10日         |
| 42   | 出場停止解除 弾平大逆転フルパワー          | 水出弘一   | 芦沢剛史   | 芦沢剛史   | 高橋和徳 藤田まり子                              | 8月17日         |
| 43   | 大荒れ決勝戦 反撃開始はこれからだ!         | 井上美保子 | 生頼昭憲   | 生頼昭憲   | 山崎展義                                         | 8月24日         |
| 44   | 奇跡を呼べ! 伝説の炎のショット             | 水出弘一   | 石山タカ明 | 望月敬一郎 | 中島豊秋                                         | 8月31日         |
| 45   | 謎の覆面選手 ヨーロッパからの挑戦状        | 山田隆司   | 岩崎良明   | 岩崎良明   | 宍倉敏 藤田まり子                                | 9月7日          |
| 46   | 最終決着戦 永遠のライバルを倒せ            | 山田隆司   | 生頼昭憲   | 生頼昭憲   | 山崎展義                                         | 9月14日         |
| 47   | 最強のライバル! 最後のゴーファイト!        | 山田隆司   | 芦沢剛史   | 芦沢剛史   | 高橋和徳 望月敬一郎                              | 9月21日         |

### 放送局
| 対象地域       | 放送局           | 放送期間                                             | 放送日時                              | 系列                                         | 備考                   |
| -------------- | ---------------- | ---------------------------------------------------- | ------------------------------------- | -------------------------------------------- | ---------------------- |
| 関東広域圏     | テレビ東京       | 1991年10月14日 - 1992年9月21日                       | 月曜 19:00 - 19:30                    | テレビ東京系列                               | 製作局                 |
| 北海道         | テレビ北海道     | 1991年10月14日 - 1992年9月21日                       | 月曜 19:00 - 19:30                    | テレビ東京系列                               |                        |
| 愛知県         | テレビ愛知       | 1991年10月14日 - 1992年9月21日                       | 月曜 19:00 - 19:30                    | テレビ東京系列                               |                        |
| 大阪府         | テレビ大阪       | 1991年10月14日 - 1992年9月21日                       | 月曜 19:00 - 19:30                    | テレビ東京系列                               |                        |
| 岡山県・香川県 | テレビせとうち   | 1991年10月14日 - 1992年9月21日                       | 月曜 19:00 - 19:30                    | テレビ東京系列                               |                        |
| 福岡県         | TXN九州          | 1991年10月14日 - 1992年9月21日                       | 月曜 19:00 - 19:30                    | テレビ東京系列                               | 現：TVQ九州放送        |
| 青森県         | 青森テレビ       | 不明                                                 | 不明                                  | TBS系列                                      |                        |
| 岩手県         | テレビ岩手       | 不明                                                 | 火曜 16:00 - 16:30                    | 日本テレビ系列                               |                        |
| 宮城県         | 東北放送         | 不明                                                 | 月曜 17:30 - 18:00                    | TBS系列                                      |                        |
| 秋田県         | 秋田放送         | 不明                                                 | 木曜 17:30 - 18:00                    | 日本テレビ系列                               |                        |
| 山形県         | 山形放送         | 不明                                                 | 火曜 17:00 - 17:30                    | 日本テレビ系列 テレビ朝日系列                |                        |
| 福島県         | 福島テレビ       | 不明                                                 | 火曜 16:30 - 17:00                    | フジテレビ系列                               |                        |
| 新潟県         | 新潟総合テレビ   | 不明                                                 | 不明                                  | フジテレビ系列                               | 現：NST新潟総合テレビ  |
| 富山県         | テレビユー富山   | 1991年10月21日 - 1992年10月5日                       | 月曜 16:00 - 16:30                    | TBS系列                                      | 現：チューリップテレビ |
| 福井県         | 福井テレビ       | 1992年6月15日 - 1993年3月22日 1993年3月29日 - 6月7日 | 月曜 19:30 - 20:00 月曜 16:25 - 16:55 | フジテレビ系列                               | [ 9 ]                  |
| 山梨県         | 山梨放送         | 不明                                                 | 不明                                  | 日本テレビ系列                               |                        |
| 長野県         | 長野放送         | 不明                                                 | 火曜 16:00 - 16:30                    | フジテレビ系列                               |                        |
| 岐阜県         | 岐阜放送         | 不明                                                 | 月曜 16:25 - 16:55                    | 独立局                                       |                        |
| 奈良県         | 奈良テレビ       | 不明                                                 | 水曜 18:30 - 19:00                    | 独立局                                       |                        |
| 鳥取県 島根県  | 日本海テレビ     | 不明                                                 | 火曜 17:00 - 17:30                    | 日本テレビ系列                               |                        |
| 広島県         | 広島ホームテレビ | 不明                                                 | 不明                                  | テレビ朝日系列                               |                        |
| 山口県         | 山口放送         | 不明                                                 | 木曜 17:00 - 17:30                    | 日本テレビ系列                               |                        |
| 愛媛県         | テレビ愛媛       | - 1993年9月17日                                      | 金曜 17:25 - 17:55                    | フジテレビ系列                               |                        |
| 高知県         | 高知放送         | 不明                                                 | 火曜 16:30 - 17:00                    | 日本テレビ系列                               |                        |
| 佐賀県         | サガテレビ       | 不明                                                 | 不明                                  | フジテレビ系列                               |                        |
| 長崎県         | 長崎放送         | 不明                                                 | 不明                                  | TBS系列                                      |                        |
| 熊本県         | テレビ熊本       | - 1993年2月19日                                      | 金曜 16:00 - 16:30                    | フジテレビ系列                               |                        |
| 大分県         | テレビ大分       | 不明                                                 | 月曜 16:30 - 17:00                    | 日本テレビ系列 フジテレビ系列 テレビ朝日系列 |                        |
| 宮崎県         | 宮崎放送         | 不明                                                 | 金曜 17:25 - 17:55                    | TBS系列                                      |                        |
| 鹿児島県       | 鹿児島テレビ     | 不明                                                 | 不明                                  | フジテレビ系列 日本テレビ系列                |                        |
| 沖縄県         | 沖縄テレビ       | 不明                                                 | 不明                                  | フジテレビ系列                               |                        |

| テレビ東京系列 月曜 19:00 - 19:30            | テレビ東京系列 月曜 19:00 - 19:30                        | テレビ東京系列 月曜 19:00 - 19:30                   |
| 前番組                                       | 番組名                                                   | 次番組                                              |
| -------------------------------------------- | -------------------------------------------------------- | --------------------------------------------------- |
| ピグマリオ （1990年11月5日 - 1991年9月16日） | 炎の闘球児 ドッジ弾平 （1991年10月14日 - 1992年9月21日） | スペースオズの冒険 （1992年10月5日 - 1993年4月5日） |

## ゲーム
当時の関連書籍では全ての家庭用ゲーム機で登場し、ゲーム界を完全制覇したと紹介された。
- ファミリーコンピュータ用ソフト 炎の闘球児 ドッジ弾平（1992年3月28日発売、サンソフト）
- ゲームボーイ用ソフト 炎の闘球児 ドッジ弾平（1992年4月24日発売、ハドソン）
- メガドライブ用ソフト 炎の闘球児 ドッジ弾平（1992年7月10日発売、セガ）
  - 通常のドッジボールと異なり、ボールが当たりダメージを重ねると体力がなくなって退場する、ヒットポイント制によるノックアウトルールを採用している。ボタン一つでパス、ジャンプ、キャッチ、しゃがみなどができ、原作にも登場した力強い必殺技を放つことも可能。1試合に3回の制限付きだがフォーメーションアタックという大技も使用できる。ゲームモードは1P専用モード4つとストーリーモードの合計5つが用意されている。原作の再現度が高く、豊かなゲーム性も備えているため、メガドライブのソフト中の名作として名前が後世に残っている[23]。
  - 2022年10月27日にセガから発売予定の復刻ゲーム機「メガドライブ ミニ2」に、プリインストールされる60作品の一つとして収録される[24]。移植はエムツーが担当。
- スーパーファミコン用ソフト 炎の闘球児 ドッジ弾平（1992年7月31日発売、サンソフト）
- ゲームギア用ソフト 炎の闘球児 ドッジ弾平（1992年8月7日発売、セガ）
- PCエンジン用ソフト 炎の闘球児 ドッジ弾平（HuCARD、1992年9月25日発売、ハドソン）
  - ファミコン通信クロスレビューでは7、6、5、5の23点[20]。レビュアーの浜村通信はスーパーショットを撃つためいかにタイミングよくボタンを推せるかに全てがかかる単純明快さで原作を知らなくても楽しめそのショットのデモも格好いい、合間をRPGのようなもので繋いでいるのも愛嬌、過去のドッジ弾平のゲームの中では一番だろうとし、ジョルジョ中治はドッジ弾平のゲームとしては6作目でそろそろ方向性を考えるのが実情ながら黙々とトーナメントを勝ち抜くよりは面白く感情移入しやすいのに好感だがそれだけとし、渡辺美紀は対人戦ならそれなりに盛り上がれるがCOMは今一つで敵は多くスーパーショットを放ち、パスカットも多い、強さの差が大き過ぎる気がするとし、TACOXは試合が中途半端なアクションゲームでとってつけたような構成、試合や移動も中途半端で消化不良、原作ファンなら楽しめるかもしれないが物足りないとした[20]。
- ファミリーコンピュータ用ソフト 炎の闘球児 ドッジ弾平 2（1993年3月26日発売、サンソフト）
- iOSスマートフォン用ゲームアプリ ドッジ弾平 炎シュートの伝説（2018年9月6日配信、snowpipe）
  - 2022年現在、韓国でのみリリースされている[25]。

## その他
- 柳田理科雄の著書『空想科学読本』で、弾平の投球の速度は最低マッハ290であると確定された。
- コミックスでは、『別冊コロコロコミック』掲載分の別エピソード（大半が1話完結のもの）も多く収録されているが、月刊誌の合間に収めるように収録していたため、地区大会終了後の第9巻後半から第13巻の序盤までが全て別冊誌のエピソードのみで占められるという状態になっている。このため、全国大会編がコミックスとして刊行されるタイミングが大幅に遅くなった。作者の次作『爆走兄弟レッツ&ゴー!!』では、本編とは別扱いでコミックスの終盤部におまけ漫画という形で収録する形態に変更している。
- 炎のシュート編は、コミックスの他に別途発行された別冊誌にも収録されている。他に、弾平の父・一撃弾十郎の若かりし日を描いたエピソードも収録している。
- 『別冊コロコロコミック』掲載分の中では、大河が海外留学する直前のエピソードが単行本未収録となっているが、2007年に発売されたコンビニコミックにて初収録された。

## 炎の闘球女 ドッジ弾子
『炎の闘球女 ドッジ弾子』（ほのおのとうきゅうじょ ドッジだんこ）は、こしたてつひろによる日本の漫画作品。ウェブコミック配信サイト『週刊コロコロコミック』（小学館）にて2022年11月28日より連載を開始。『炎の闘球児 ドッジ弾平』の正統続編。2023年7月28日から「マンガワン」でも配信開始。
2023年4月28日に『コロコロコミック』のYouTubeチャンネル・コロコロチャンネルにおいて、本作のボイスコミックが公開された。
2023年7月28日に『コロコロコミック』とAR三兄弟による音声ARアプリ『コロコロ三兄弟』が配信された。第一弾は『ドッジ弾子』で、単行本1巻と2巻それぞれの該当箇所にかざすとももいろクローバーZの高城れにが朗読する。
2026年にテレビアニメ化が発表されている。

### 登場人物（弾子）

#### 新球川小中一貫校闘球部
一撃弾子（いちげき だんこ）
声 - 日高のり子（ボイスコミック、ブラックチャンネル）
弾平の娘。ドッジが大好きな小学生。毎日にように父親の墓にボールをぶつけており、強力なボールを放てる。闘球部復活のために奔走する。お化けとピーマンは苦手。一人称は「ぼく」。技は「墓石（ハカイ）トルネード」。モデルはももいろクローバーZの百田夏菜子。
小仏珍子（こぼとけ ちんこ）
声 - 高城れに（音声ARアプリ）
弾子の幼馴染で、珍念の娘。眼鏡をかけた少女。名前をひらがなで呼ばれるのは嫌がる。弾子のボールをキャッチでき、変化球や一度見た技のコピーが使えるなど能力が高く、闘球部のキャプテン的な役割を果たす。技は「ミラクルナスティボール」。モデルはももいろクローバーZの高城れに。
江袋もち子（えたい もちこ）
中等部1年生。おっとりとした優しい性格で、母性的で包容力がある。シュート力は皆無だが、衝撃を吸収する超柔らかボディで弾子のボールもキャッチできる。100万円目当てに闘球部に入部。技は「スーパーストロングスペシャルチェンジアップ」（ただのスローボール）、「もちもちスリングショット」。
スージー / スーザン・キャノン
アメリカ育ちの中等部1年生。もち子の友人で、部活を掛け持ちするスポーツ万能の筋肉女子。「砲丸投げ投法」は弾子よりも速い。勝負事が好きで、弾子との勝負では勝った気がしないと入部を決める。技は「キャノンボールショット」、「爆裂ショットプット」。
音花羽仁衣（おとはな はにい）
初等部4年生。ハチ型ドローンを使ったスパイ活動が得意のハッカー少女。極度のコミュ障で大人以外と喋るのが苦手で、運動も苦手。一人称は「われ」。校長から生徒たちの行動の監視を頼まれ、見返りとして学校の屋上に個室をもらっており、後に闘球部の部室として使われる。校長からの依頼で闘球部を監視し潜入スパイ目的のため入部テストを受けるが、弾子に仲間だと言われて寝返る。まともに戦うことができないため、動力付きローラーシューズや光学ステルスドローン、魔眼コンタクトなどを駆使した反則技で周囲と渡り合う。萌愛以外には反則を気付かれておらず魔球を操る魔女だと思われており、「球川の魔女」の異名を持つようになる。技は「ハニーホーミングショット」、「ハニーシューティングスター」、「ハニーメテオライト」、「ハニーカタパルトショット」、「ジャイアントハニーショット」。
三笠はこ（みかさ はこ）
闘球部キャプテン。三笠キャプテンの娘。人間離れした長身の持ち主で、危険回避能力に秀でている。口は達者だが気は弱く、颯美に対してお姉さんぶっているが実際は依存している。颯美と共に校長公認の正式な球川闘球部として弾子たちの闘球部を潰すために現れるが、逆に入部を希望してきた弾子たちに部を乗っ取られる。こしたによると松本零士の女性キャラクターをイメージしていたが、妖怪八尺様になってしまったという。技は「合体奥義 友情キャッチ」。
火浦颯美（ひうら はやみ）
闘球部副キャプテン。火浦高志の娘。体が頑丈で、両手と胸を使って複数の球を同時にキャッチすることができる。技は「しっぷうショット」、「とっぷうショット」。

#### 聖アローズ闘球部
二階堂平子（にかいどう ぺいこ）
二階堂大河の娘。聖アローズ学院闘球部のリーダー。「平子」は大河のライバルである弾平から一文字取った名前。弾平のことは幼いころから父に聞かされており、その娘の弾子のことを一方的に永遠のライバルと決めつけている。カウンタープレイを得意とし、強力な球ほど強く返すことができる。技は「スカイショット」、「ブレイクショット」、「ウォーターダイビングショット」、「バックフリップショット」、「デスロールショット」。
五十嵐柔里（いがらし じゅり）
五十嵐剛の娘。メイド服を着た大柄で筋肉質な少女。平子のことを慕っており、弾子に対して激しい嫉妬心を燃やしている。3年前までは普通の体格だったが、平子を守るために剛に懇願して激しいドッジの特訓を行い、現在の肉体を手に入れた。技は父親譲りの「アックスショット」。
楠木萌愛（くすのき もあ）
自称「聖アローズの見る者」。小柄で右目に眼帯をしたツインテールのメイド。1000体ものクモ型メカを使った諜報活動が得意。羽仁衣を執拗に狙っており、羽仁衣からは苦手に思われている。試合では羽仁衣同様密かに反則を行っており、ドーピングもする。技は「スパイダーナゲナワショット」。
東山朱莉（ひがしやま あかり）
大きなリボンが特徴のワイルドなメイド。技は「エルボー投げ」、「ローリングエルボー投げ」。
榊原沙夜（さかきばら さよ）
眼鏡をかけたメイド。あかりと並ぶ聖アローズ屈指の実力者。技は「おしおきのムチ」、「審判のムチ」。
小早川凜（こばやかわ りん）
クールで無表情なメイド。うららとは対照的な性格だが息の合ったコンビプレイを見せる。技はうららと一緒に繰り出す「ラストワルツ」。
三田村麗（みたむら うらら）
小動物感のある元気なメイド。語尾に「っす」とつける。

#### 土佐アタッカーズ（弾子）
バレーボールを応用した変則闘球を得意とするチーム。生まれたときから共に生活をしており、一心同体のチームプレイを見せる。強化合宿で球川闘球部と同じ宿に泊まり、はこや颯美と仲良くなる。裏超闘球大会第一試合でブラックアーマーズと対戦する。
坂本龍華（さかもと るか）
土佐アタッカーズの主将で、坂本龍太の娘。技は「ライトニングブロード」。その他にチーム全員での「土佐アタッカーズ ドッキングフォーメーション」、「巨人の鉄槌」、「ドッキングフォーメーション地上形態」を使用する。

#### USバッファローズ
アメリカからやってきたフィジカルが売りなチーム。裏超闘球大会第二試合で球川闘球部と対戦する。
ゾーイ
USバッファローズのキャプテン。技は「タッチダウンショット」。その他にチーム全員での「ボリーファイア」、「ディフェンスフォーメーション マッスルボール」、「ディフェンスフォーメーション ウルトラマッスルボール」を使用する。
エルダ
USバッファローズのメンバー。技は「ボムアタック」。

#### ブラックアーマーズ（弾子）
生死をかけた修羅の国でのドッジを経てきたチーム。全員がかつて弾平たちが闘ったブラックアーマーズの選手の娘たち。裏超闘球大会第三試合で球川闘球部と対戦する。
御堂蘭（みどう らん）
ブラックアーマーズのリーダーで、御堂嵐の娘。実力主義で好戦的な性格だが、仲間を何よりも大切にする一面を持つ。皐とは幼い頃からの大親友。技は「ブラックトルネードショット」、「デスクラスターショット」。その他にチーム全員での「アサシンフォーメーション」、「サイクロンフォーメーション」を使用する。
高山皐（たかやま さつき）
蘭の相棒で、高山準の娘。チーム1の長身で口数は少ない。一度に超破壊力のボールを超大量に投げることができる。技は「スイッチショット 千手」、「スイッチショット 斬」、「スイッチショット 夢幻千手」、「スイッチショット 塊」、「スイッチショット 乱」。
宇佐美月（うさみ るな）
宇佐美俊の娘。チームでは最も小柄で、勝気で苛烈な性格をしている。技は「パワードライブショット」、「サイクロンブレス」、「サイクロンビースト」。
不破陽（ふわ ひなた）
不破龍之介の娘。大柄なパワータイプで、月との息の合ったコンビネーションを見せる。
緒方煌（おがた きら）
緒方健治の娘。眼鏡をかけており、特徴的な髪形をしている。データ収集が得意。非力だが、修羅の国を生き抜くために敵にとって最悪の未来を予測して精神的ダメージを与える口撃（こうげき）を編み出し、仲間をサポートしてきた。技は「旋風のカーテシー」。
服部新（はっとり あらた）
服部一樹の娘。
結城彩（ゆうき いろは）
結城猛の娘。

#### その他の人物
白鳥（しらとり）先生
弾子の担任教師。大柄な女性。
校長
新球川小中一貫校の校長。眼鏡をかけた小柄な女性。ドッジボールは危険だと闘球部復活に反対する。
一撃弾平
前作の主人公で、弾子の父。巨大な墓が建てられている。回想シーンのみでの登場であり、小柄だった少年期と違って大柄ながっしり体型となっている。なお、旧球川小は25年も前に闘球部は廃止になったが、弾平が在籍時にチームからけが人を続出させたことが原因だった。
一撃みさと
弾子の母。
一撃はるか
弾子の祖母。現在でも若々しい姿。
小仏珍念
弾平のかつての親友。珍子の父親で住職。小柄で普通の体型だった少年期と違い、大柄な巨漢体型となっている。
愛子（あいこ）
珍念の妻にして珍子の母。第44話では珍念が、珍子が幼い頃に遠くに行ってしまったと涙ながらに語っていた。46話ではヘリコプターに乗って珍子たちの応援に駆けつけている。
二階堂大河
平子の父。弾平と同じく、巨大なお墓が建てられている。
西（にし）
新スーパードッジ連盟の審判長。

### 用語（弾子）
裏超闘球大会（うらスーパードッジたいかい）
あまりにも危険なため禁止にされ、地下に潜らざるを得なかった超闘球大会。会場は遊園地「東京デスデスランド」の地下にある「闘獣の穴」。試合は高額な会費を払って見ることができる闇サイトで配信され、莫大な掛け金も動いている。第三試合の球川闘球部対ブラックアーマーズ戦は地上にある「闘獣の砂場」で行われ、一般視聴者にも配信された。

### 書誌情報
- こしたてつひろ 『炎の闘球女 ドッジ弾子』 小学館〈コロコロコミックススペシャル〉、既刊5巻（2025年1月28日現在）
  1. 2023年4月28日発売、ISBN 978-4-09-143613-9
    - アクリルスタンドつき特装版、ISBN 978-4-09-943128-0

  2. 2023年7月28日発売、ISBN 978-4-09-143631-3
    - アクリルスタンドつき特装版、ISBN 978-4-09-943130-3

  3. 2023年12月27日発売、ISBN 978-4-09-143671-9
    - アクリルスタンドつき特装版、ISBN 978-4-09-943141-9

  4. 2024年6月27日発売、ISBN 978-4-09-143721-1
    - アクリルスタンドつき特装版、ISBN 978-4-09-943160-0

  5. 2025年1月28日発売、ISBN 978-4-09-149879-3

### テーマソング
『コロコロコミック』の人気作品をテーマに、複数のボカロPが楽曲を制作するコロコロコミック×ボカコレのプロジェクト第三弾として「ボカコレ2024冬」で発表された。MVではこしたてつひろの描き下ろしカットも公開された。
「ドウンライト」
Music - ハイノミ / Vocal - MEIKO / yoei.（歌い手歌唱版） / Guitar - Kaichi / Bass - タナカユウダイ（ユアネス） / MV Direction - HOHi / Movie - くすみ

### コラボレーション
- ブラックチャンネル
  - きさいちさとし原作のWebアニメ。2023年4月28日および、2024年2月3日に『ドッジ弾子』とのコラボ動画が配信された[30][44]。
- みんなで空気読み。
  - 2023年11月15日にジー・モードのNintendo Switch向けダウンロード版『みんなで空気読み。コロコロコミックVer. コロコロコミック読みますか？それとも空気読みますか？』の無償アップデートにおいて、『ドッジ弾平』と『ドッジ弾子』のキャラクターが追加された[45]。また、『月刊コロコロコミック』2023年12月号にこしたてつひろによる漫画『みんなで空気読み。コロコロコミックVer. コロコロコミック読みますか？それとも空気読みますか？ 炎の闘球女 ドッジ弾子編』が掲載された。
- 開運コロシアム
  - 2024年9月28日に発売されたバンダイのカードゲーム。弾子が描かれた「炎の闘球ニャッキー」が登場する[46]。
- 運命の巻戻士 〜絶望からの大逆転〜
  - 木村風太原作の漫画動画。2025年1月31日に『ドッジ弾子』とのコラボ動画が配信された。